# Harry Ahamer
Harald „Harry“ Ahamer (auch bekannt als Harry A. Hammer, * 26. Juni 1964 in Vöcklabruck) ist ein österreichischer Musiker und Songwriter.
Als Gitarrist und Vokalist der österreichischen Funk- und Soul-Band Hot Pants Road Club erarbeitete sich Harry Ahamer ein breites Repertoire an anerkannten musikalischen Fertigkeiten. Seit 2007 arbeitete Harry Ahamer an einem deutschsprachigen Album als Leader. Texte in oberösterreichischer Mundart und Musik stammten ausschließlich aus der eigenen Feder. 2009 wurde die CD steh auf veröffentlicht. Neben Ahamer wirkten auf dieser ersten Produktion zahlreiche Musiker der österreichischen Szene mit. 
2012 veröffentlichte Ahamer sein zweites Album zuwa. Produziert wurde die CD von Markus Marageter, Harry Ahamer und Christian Lettner.
Live und/oder im Studio arbeitete Harry Ahamer mit Ivan Neville, Charlie Musselwhite, Curtis Salgado, Nguyên Lê, Richard Cousins, Wolfgang Ambros, Willi Resetarits, Gerold Rudle, Viktor Gernot, Andy Baum und anderen. 
Konzerte unter anderem beim Blue Balls Festival Luzern, bei der Goldenen Rose Montreux, beim Life Ball Wien, bei Groovequake & Springvibration Wiesen, beim Jazz Fest Wien.
Harry Ahamer lebt derzeit in Vöcklabruck, ist verlobt und Vater von drei Kindern.

## Diskografie

### Alben
- steh auf (2009)
- zuwa (2012)